# Авдонин, Сергей Михайлович
Сергей Михайлович Авдонин (род. 8 октября 1954) — советский самбист, чемпион СССР, обладатель Кубка СССР, чемпион и призёр чемпионатов Европы, обладатель Кубка мира, мастер спорта СССР международного класса. Чемпион Москвы и Вооружённых Сил. Выпускник ГЦОЛИФК 1986 года. Преподаватель кафедры физического воспитания МГТУ имени Баумана. Тренер спортклуба МГТУ. 
Ученик и сподвижник заслуженного мастера спорта СССР и заслуженного тренера СССР Генриха Карловича Шульца.

## Всероссийские соревнования
- Чемпионат СССР по самбо 1974 года — ;
- Кубок СССР по самбо 1975 года — ;
- Кубок СССР по самбо 1979 года — ;
- Кубок СССР по самбо 1984 года — ;